# Манипа (остров)
Мани́па (индон. Pulau Manipa — остров Манипа) — остров в Малайском архипелаге, в группе Молуккских островов (индон. Kepulauan Maluku), в составе Индонезии. Омывается проливами Манипа и Келанг, относящимися к акватории Тихого океана. Площадь — 104,9 км², население (вместе с населением небольших соседних островков) на конец 2012 года составляло 6966 человек.
Административно относится к провинции Малуку (индон. Provinsi Maluku), входит в состав округа (кабупатена) Западный Серам (индон. Kabupaten Seram Bagian Barat). Территория острова вместе с несколькими близлежащими небольшими островками выделена в отдельный район (кечаматан) Архипелаг Манипа (индон. Kepulauan Manipa). Административный центр района, деревня Масавой (индон. Masawoi), находится на одноименном островке, расположенном у северной оконечности Манипы.

## Физико-географические характеристики

### Географическое положение
Манипа находится в южной части Молуккских островов, входящих в состав Малайского архипелага. Он расположен между двух более крупных островов, также относящимся к Молуккам — Буру и Серамом, находящимися практически на равном от него расстоянии (около 30 км), соответственно, к западу и к востоку. С севера, запада и юга омывается проливом Манипа, с востока — проливом Келанг. Проливы соединяют находящееся с северной стороны море Серам (индон. Laut Seram) с расположенным к югу морем Банда (индон. Laut Banda). Оба моря относятся к акватории Тихого океана.
Площадь острова составляет 104,9 км². Он имеет продолговатую форму, отдалённо напоминающую треугольник, вытянут в направлении с северо-запада на юго-восток. Продольная длина около 18 км, максимальная поперечная ширина около 10 км. Длина береговой линии около 49 км. Берега изрезаны умеренно, в нескольких местах имеются вдающиеся в сушу бухты.
У побережья Манипы имеется несколько значительно меньших по размеру островков, в частности, Масавой (индон. Masawoi) с северной стороны, Асамамонуке (Asamamonuke) с северо-восточной, Суанги (Suanggi) c западной, Тубан (Tuban) с южной. Ближайший из относительно крупных островов — Келанг (индон. Kelang), сопоставимый с Манипой по размеру и находящийся от него примерно в 10 км к северо-востоку. Вдоль северного побережья Манипы протянулся плотный коралловый риф.

### Геологическое строение, рельеф
В геологическом плане остров входит в состав так называемой внешней зоны островной дуги Банда. По происхождению не является вулканическим, сложен коренными породами.
Рельеф преимущественно холмистый, небольшие равнинные территории имеются в основном у северного и восточного побережья. Прослеживается довольно чётко оформленный хребет, идущий от западной к юго-восточной оконечности острова. Высочайшая точка Манипы — холм Кала-Хухун (индон. Kala Huhun), вершина которого находится на высоте 632 метра над уровнем моря. Имеется несколько небольших рек, преимущественно в северо-западной части острова.

### Климат
Климат тропический, влажный. Годовые и суточные колебания температур незначительны — в пределах 10 °C, среднегодовой показатель — около 26 °C. Относительная влажность колеблется в пределах 80-91 %, годовая норма осадков — около 3000 мм. Солнечных дней — не менее 220 в год.

## История
Известно, что в доколониальный период Манипа был населен представителями австронезийской народности, до настоящего времени составляющей значительную часть обитателей острова. В XVI—XVII веках о своей власти над этой частью Молуккского архипелага заявляли правители султаната Тернате, однако речь явно шла лишь о символическом вассалитете.
Исторически Манипа, как и больша часть Молукк, была районом интенсивного производства пряностей, прежде всего — гвоздики. Именно это обстоятельство привлекло к ней повышенное внимание европейцев — остров был в числе первых территорий Малайского архипелага, подвергшихся колониальному освоению. В начале XVI века здесь закрепились голландцы.
Стремясь обеспечить монополию на торговлю пряностями, Нидерландская Ост-Индская компания (НОИК) локализовала их производство на небольших, полностью подконтрольных ей территориях, одновременно уничтожая посадки, находившиеся в распоряжении туземных общин, что вызывало сопротивление последних. В 1656 году голландцы возвели на южном берегу острова форт, который назвали «Вантроу» (нидерл. Wantrouw — «Недоверие») — в знак своего отношения к местному населению. Форт, оснащённый сорока пушками, стал главным опорным центром НОИК в этом районе архипелага. Практически сразу после этого островитяне подняли восстание, захватили форт и перебили его немногочисленных защитников. Перебросив на Манипу дополнительные силы, голландцы восстановили свой контроль над островом и провели серию карательных акций, в результате которых значительная часть островитян была перебита, многие бежали с острова. Гарнизон «Вантроу» был значительно увеличен, его оборонительные системы усовершенствованы, и он использовался нидерландскими военными до 1768 года. Укрепив таким образом свои позиции на Манипе, голландцы принудительно перевезли сюда значительную часть населения соседних островов Амбелау, Келанг и Боано для работы на гвоздичных плантациях.
В XVII — XVIII веках, по мере снижения мировых цен на пряности, экономическое значение острова для голландцев снижалось. В начале XIX века, после банкротства НОИК он, как и все владения Компании на Малайском архипелаге, перешел под прямое управление Нидерландов. В рамках Нидерландской Ост-Индии Манипа в административном плане находилась в составе губернаторства Молуккских островов, с 1867 года — в состав Амбонского резидентства.
После захвата Нидерландской Ост-Индии Японией в ходе Второй мировой войны в 1942 году Манипа была отнесена к зоне оккупации 2-го флота Империи. Оккупация завершилась в августе 1945 года после объявления японским правительством о капитуляции. Власти провозглашённой 17 августа 1945 года Республики Индонезии не имели возможности установить свою власть в столь удалённом от центра регионе, и в начале 1946 года Нидерланды восстановили свой контроль над островом. В декабре 1946 года Манипа наряду с другими Молукками, Сулавеси и Малыми Зондскими островами была включена в состав квази-независимого государства Восточная Индонезия (индон. Negara Indonesia Timur), созданного по инициативе Нидерландов, которые планировали превратить свои бывшие колониальные владения в Ост-Индии в марионеточное федеративное образование.
В декабре 1949 года Восточная Индонезия вошла в состав Соединённых Штатов Индонезии (СШИ, индон. Republik Indonesia Serikat), учреждённых по решению индонезийско-нидерландской Гаагской конференции круглого стола. В апреле 1950 года Манипа оказалась включена в состав Республики Южно-Молуккских островов (РЮМО, индон. Republik Maluku Selatan), провозглашённой местными властями юга Молукк, в то время, как большая часть Восточной Индонезии добровольно вошла в состав Республики Индонезии.
После неудачных попыток добиться присоединения РЮМО путём переговоров Республика Индонезия развернула в июле 1950 года против непризнанного государства военные действия. К концу года вся территория РЮМО, включая Манипу, была полностью взята под контроль индонезийскими войсками и провозглашена неотъемлемой частью Республики Индонезии.

## Административное устройство
С момента присоединения Манипы к территории Индонезии в 1950 году она в административном плане входит в провинцию Малуку (индон. Provinsi Maluku). При этом на более низовом уровне административная принадлежность острова неоднократно менялась, в частности, с конца 1990-х годов, когда правительство Индонезии взяло курс на децентрализации государственной власти и разукрупнению административно-территориального деления страны. В 2010 году Манипа вместе с прилегающими к нему небольшими островками была выделена в отдельный район (кечама́тан) Архипелаг Манипа (индон. Kepulauan Manipa) в составе округа (кабупатена) Западный Серам (индон. Kabupaten Seram Bagian Barat), сформированного двумя годами ранее. Провинциальные власти исходят из того, что выделение Манипы в отдельный район должно способствовать экономическому развитию острова и расширению доступа его жителей к услугам административного и социального характера. Так, до повышения административного статуса 99 % островитян не имели удостоверений личности, поскольку не могли позволить поездку в районный центр для выправления этих документов.
В составе района 7 административных единиц низшего уровня — деревень (дес), в которых в общей сложности имеется 12 населённых пунктов. В соответствии с решением провинциальных властей о создании района, его административным центр располагается в местечке Тубанг на территории деревни Масавой (индон. Masawoi), которая находится на одноименном островке, расположенном у северной оконечности Манипы. Процесс формирования административных структур района значительно затянулся, прежде всего, в силу трудностей финансового и инфраструктурного характера.

## Население
Население острова вместе с населением окружающих его небольших островков по состоянию на конец 2012 года составляет 6966 человек. Плотность населения — около 66 человек на 1 км². Показатель соотношения полов — около 1,01 (3513 мужчин против 3453 женщин) вполне типичен для Молукк.
Около половины жителей — представители коренной народности манипа, остальные — выходцы с других Моллукских островов и Явы. Большая часть островитян — мусульмане-сунниты, однако имеется и довольно значительная протестантская община, проживающая в основном в деревне Восточное Томалеху.
На фоне общего социально-экономического кризиса, имевшего место в Индонезии в конце 1990-х — начале 2000-х годов, на Манипе — как и во многих других районах страны, неоднородных в национальном и религиозном плане — произошло резкое обострение этноконфессиональных противоречий, вызвавшее серию столкновений и беспорядков. Наиболее масштабные из них произошли в начале 1999 года, когда преимущественно христианское Восточное Тумалеху подверглось нападениям мусульман из соседних деревень.

## Социально-экономическое развитие
Манипа является одним из наименее благополучных в социально-экономическом плане районов провинции Малуку. Ситуация в значительной степени усугубляется последствиями этноконфессиональных конфликтов 1990-х — 2000-х годов. Провинциальные власти выделяют дополнительные ассигнования на социальное и инфраструктурное развитие острова, однако эффективность этих мер снижается из-за коррупции и недоработок административной системы.